# Achille Essebac

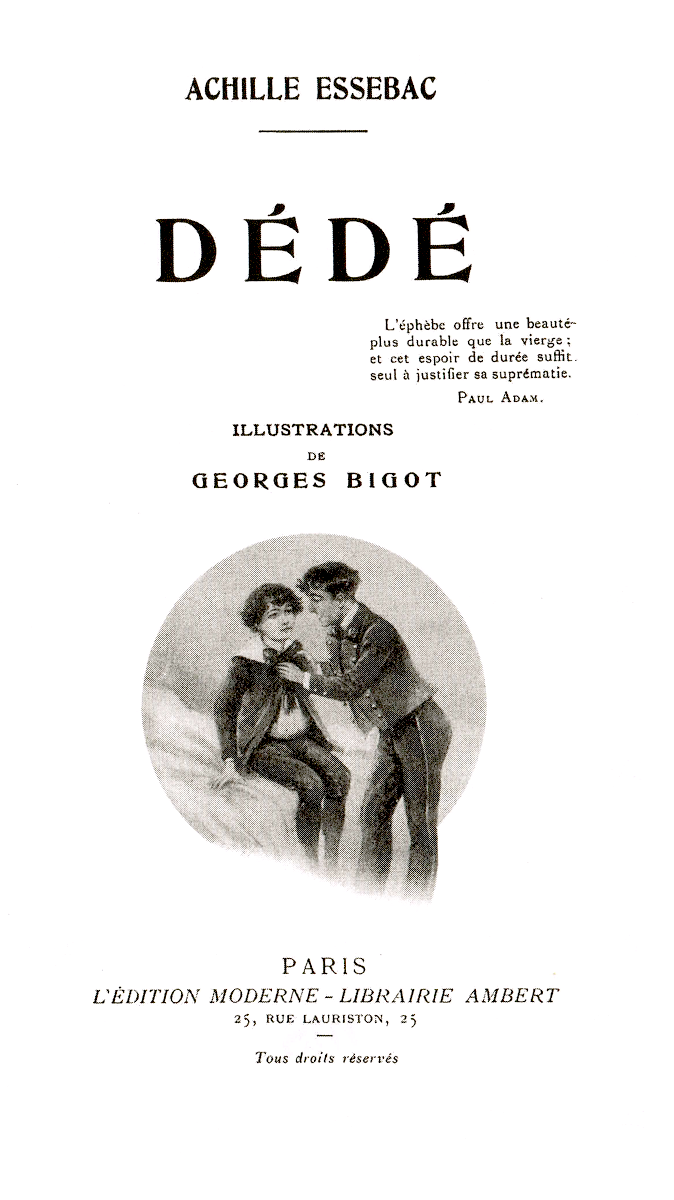
Coberta de Dédé, amb il·lustració de Georges Ferdinand Bigot

Achille Essebac (29 de gener del 1868 – 1 d'agost del 1936) va ser un escriptor francès conegut principalment per la seva novel·la Dédé, sobre una amistat homoeròtica nefasta entre dos escolars. Essebac era un pseudònim, ja que el seu cognom original, Bécasse, és un mot despectiu per a les oques. Va deixar d'escriure aviat i va caure en l'oblit.
Essebac va ser amic de Jacques d'Adelswärd-Fersen, el qual va defensar de les acusacions d'indecència a causa de l'afecció de Fersen als tableaux vivants a sa casa de l'Avenue de Friedland.
Essebac també va ser fotògraf de nois joves, preferiblement abillats amb vestidures teatrals del Renaixement o l'edat mitjana. Un àlbum descobert el 2008 amb 156 fotografies realitzades per ell es va vendre per 3.500 euros a París.
En la dècada de 1920 i principis de la dècada de 1930, va existir a Berlín un bar gai anomenat Dédé-bar, en honor del personatge més conegut de les seves novel·les.

## Obra publicada
- Partenza... vers la beauté!. París, 1898.
- Dédé. París: Ambert et Cie, 1901 (reeditat el 2008 a França, per l'editorial Quinte-feuilles, i a Alemanya, per l'editorial Männerschwarm)[3][4]
- Luc. París: Ambert et Cie, 1902.
- L'Élu. París : L'Édition Moderne, Ambert et Cie, 1902.
- Les Boucs, París: Ambert et Cie, 1903.
- Les Griffes, París: Ambert, 1904.
- Nuit païenne, París: Ambert, 1907.